# Tomb of the Mutilated
Tomb of the Mutilated é o terceiro álbum de estúdio da banda Cannibal Corpse, lançado em 1992. O álbum foi gravado em junho de 1992 no estúdio Morrisound, com a produção de Scott Burns. A capa, assinada por Vince Locke, trazia dois cadáveres em decomposição fazendo sexo oral. Essa capa foi censurada em vários países, forçando o grupo a lançar uma versão alternativa, a qual foi lançada no Brasil pela gravadora Roadrunner Records. Este trabalho foi marcado como o último do guitarrista e fundador Bob Rusay, que acabaria abandonando a carreira de músico tempos depois.
A faixa "Hammer Smashed Face" é considerada pelos fãs com uma de suas melhores músicas; a banda aparece tocando a canção  no filme Ace Ventura: Pet Detective, de 1994. A canção  "I Cum Blood" foi incluída no jogo eletrônico Grand Theft Auto IV: The Lost and Damned.
Em 2005, Tomb of the Mutilated ficou na posição 278 do livro dos 500 maiores álbuns de  Rock & Metal de todos os tempos da revista  Rock Hard.
A voz ouvida na introdução de "Addicted to Vaginal Skin" é, provavelmente, da confissão do serial killer Arthur Shawcross, gravada em cassete.

## Faixas
Todas as letras escritas e vocais arranjados por Chris Barnes. Músicas creditadas a Cannibal Corpse.
| N.º | Título                                                                     | Duração |  |
| 1.  | "Hammer Smashed Face"                                                      | 4:04    |  |
| 2.  | "I Cum Blood"                                                              | 3:41    |  |
| 3.  | "Addicted to Vaginal Skin"                                                 | 3:31    |  |
| 4.  | "Split Wide Open"                                                          | 3:02    |  |
| 5.  | "Necropedophile"                                                           | 4:05    |  |
| 6.  | "The Cryptic Stench"                                                       | 3:57    |  |
| 7.  | "Entrails Ripped from a Virgin's Cunt"                                     | 4:15    |  |
| 8.  | "Post Mortal Ejaculation"                                                  | 3:37    |  |
| 9.  | "Beyond the Cemetery"                                                      | 4:53    |  |
| 10. | "I Cum Blood (Live)" (A versão de 2002 credita a música como faixa bônus.) | 4:13    |  |

### Versão Japonesa
| N.º | Título                                   | Duração |  |
| 10. | "The Exorcist" (cover de Possessed)      | 4:37    |  |
| 11. | "Zero the Hero" (cover de Black Sabbath) | 6:35    |  |

## Créditos
- Chris Barnes - Vocal e Letras
- Jack Owen - Guitarra Rítmica e Solo
- Bob Rusay - Guitarra Solo
- Alex Webster - Baixo
- Paul Mazurkiewicz - Bateria

Produção
- Produção, engenharia de áudio e mixagem à cargo de Scott Burns